# Степаньково (Бабушкінський район)
Степанько́во (рос. Степаньково) — присілок у складі Бабушкінського району Вологодської області, Росія. Входить до складу Рослятінського сільського поселення.
Стара назва — Степанково.

## Населення
Населення — 41 особа (2010; 56 у 2002).
Національний склад (станом на 2002 рік):
- росіяни — 98 %